# یاپ مایر
یاپ مایر (هلندی: Jaap Meijer; ۲۰ آوریل ۱۹۰۵ – ۲ دسامبر ۱۹۴۳) دوچرخه‌سوار پیست، و دوچرخه‌سوار اهل هلند بود.